# Crebriscala crebrilamellata
Crebriscala crebrilamellata is een slakkensoort uit de familie van de Epitoniidae. De wetenschappelijke naam van de soort is voor het eerst geldig gepubliceerd in 1889 door Mayer-Eymar.